# Gestão de direitos digitais

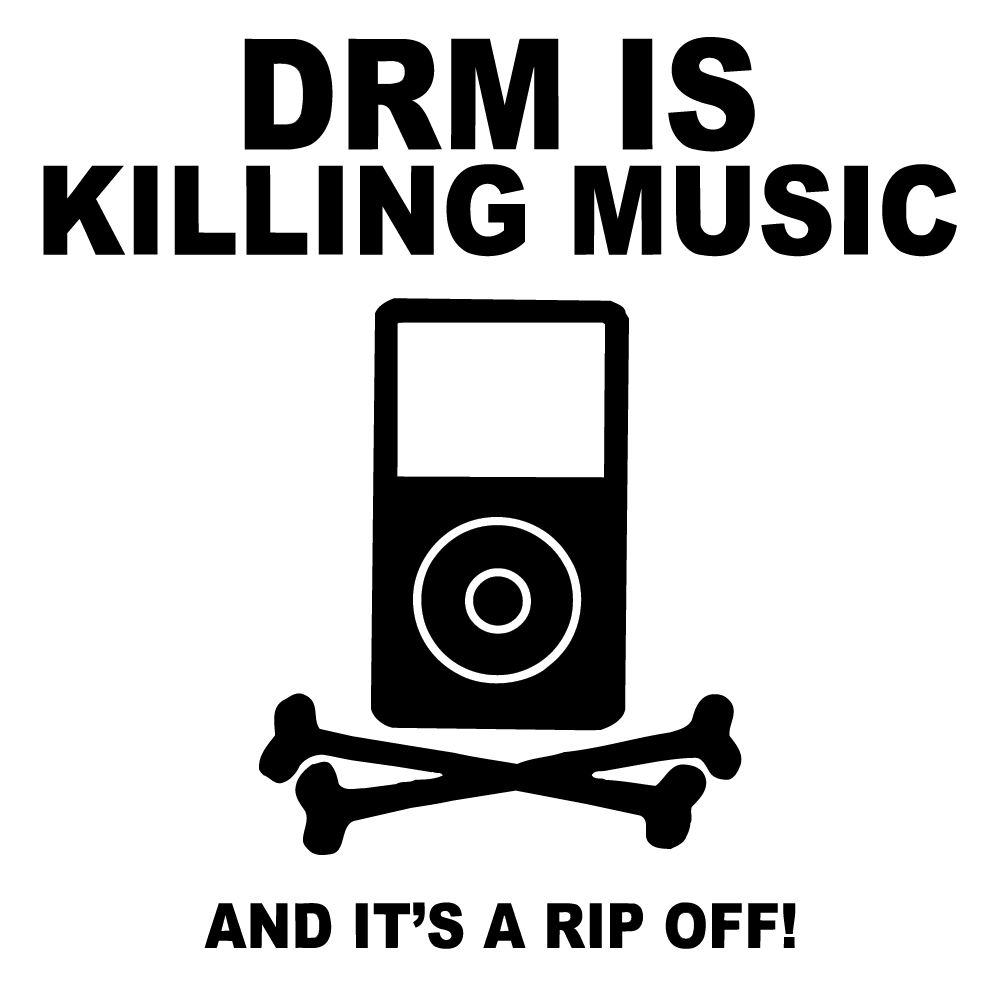
"DRM está matando a música - e isso é roubo!"
Paródia da campanha antipirataria promovida pela indústria fonográfica na década de 1980

A gestão de direitos digitais ou GDD (em inglês Digital Rights Management ou DRM) consiste em restringir a difusão por cópia de conteúdos digitais, ao mesmo tempo em que se asseguram e administram os direitos autorais e suas marcas registradas, pelo ângulo do proprietário dos direitos autorais. Segundo a Free Software Foundation, pelo ângulo dos consumidores, o termo gestão digital de restrições ou GRD (em inglês Digital Restrictions Management ou DRM) seria mais indicado. De qualquer forma, o objetivo da GDD é poder parametrizar e controlar um determinado conteúdo de maneira mais restrita. Atualmente é possível personalizar o varejo da difusão de um determinado arquivo comercializado, limitando, por exemplo, o número de vezes em que esse arquivo pode ser aberto ou a duração da validade desse arquivo.

## Introdução
Como seu nome implica, a gestão de direitos digitais aplica-se somente aos meios digitais. O conteúdo digital tem ganhado popularidade sobre o conteúdo analógico por dois motivos; o primeiro deve-se ao fato das vantagens técnicas associadas com sua produção, reprodução e manipulação e o segundo porque na maioria das vezes a qualidade é superior em relação ao analógico. Desde o nascimento dos computadores pessoais, os arquivos de conteúdo digital tornaram-se um meio fácil de fazer cópias de modo ilimitado sem aparecer qualquer perda na qualidade das cópias subsequentes. Muito conteúdo analógico perde qualidade com cada geração copiada e frequentemente durante seu uso normal. A popularidade da Internet e das ferramentas para compartilhar arquivos simplificou a distribuição de conteúdo digital.
A disponibilidade de múltiplas cópias perfeitas de material abrangido por direitos de autor foi percebido pela indústria como um golpe a sua viabilidade e custeio, em especial dentro da indústria fonográfica, cinematográfica e dos jogos eletrônicos. Aqueles que publicam material digital têm típicos modelos de negócios que recaem na habilidade de obter lucro por cada cópia feita do trabalho digital, e algumas vezes por cada execução daquele material. O DRM foi criado e planejado por essas empresas e indivíduos, ainda oferecendo o conteúdo digital, mas com medidas para permitir o controle da duplicação e disseminação de seu conteúdo.
Existem diferentes mecanismos de DRM, planejados por empresas diferentes, mas, no geral, todos têm em comum algumas características:
- detectam quem acessa cada obra, quando e sob quais condições, e reportam essa informação ao provedor da obra;
- autorizam ou negam da maneira irrefutável o acesso a obra, de acordo com as condições que podem ser alteradas unilateralmente pelo provedor da obra;
- quando autorizam o acesso, fazem-no sob condições restritivas que são fixadas unilateralmente pelo provedor da obra, independentemente dos direitos que a lei fornece ao autor ou ao público.

## Onde estão?
O DRM está sendo incluído em todos os tipos de dispositivos digitais, algumas vezes sem informar a quem os compra a respeito de suas consequências. Apesar das medidas de controle técnico sobre a reprodução e uso de programas de computador serem comuns desde a década de 1980, o termo DRM refere-se geralmente ao crescente uso de medidas protecionistas referentes ao trabalho artístico.
Atualmente, no mercado, são oferecidos muitos dispositivos equipados com circuitos eletrônicos de Trusted Computing entre eles os computadores, reprodutores de DVD, aparelhos de som, telefones, televisores, rádios, jogos, fotocopiadoras, impressoras e muitos outros.
Alguns projetos de lei apoiados pela indústria querem proibir a produção e comercialização de qualquer dispositivo que tenha a capacidade de gravar ou reproduzir som, vídeo, texto ou qualquer outra forma de expressão, a menos que esteja equipado com hardware adequado para a implementação de DRM. Mesmo com a intenção de incluir o sistema no hardware, já existem muitos sistemas de DRM baseados em software que já são suficientemente fortes para restringir efetivamente a cópia de conteúdos com direitos autorais. Grande número de media players disponíveis hoje incluem formas bastante sofisticadas de DRM sem suporte nativo no hardware. (parte física)

### Onde pode ser encontrado a DRM

#### Reprodutores portáteis de música e vídeo
- Zen da Creative
- iPod da Apple
- Zune da Microsoft

#### Consoles de jogos
- PlayStation Portable, PlayStation, PlayStation 2, PlayStation X, PlayStation 3, PlayStation 4 e PlayStation 4 Pro da SONY
- Xbox e Xbox 360 da Microsoft
- Nintendo DS da Nintendo

#### Software
- Windows Media Player da Microsoft
- iTunes da Apple Inc.
- Nokia PC Suite da Nokia

#### Telemóveis
- V800 da Sony Ericsson
- s7330 da Samsung
- iPhone da Apple Inc.
- Nokia 5800 da Nokia
- Nokia 5530 da Nokia
- Nokia 5233 da Nokia
- Nokia 5230 da Nokia
- Nokia N97 da Nokia
- Nokia C5 da Nokia

#### Dispositivos de armazenamento
- CDs
- DVDs

### Organizações envolvidas
- http://drm-pt.info DRM-PT
- http://www.fsfla.org/svnwiki/texto/drm-deliberdefect.pt.html Campanha Anti-DRM da FSF
- http://www.defectivebydesign.org/ Campanha Anti-DRM da FSF ((em inglês))
- https://web.archive.org/web/20070613204419/http://www.idec.org.br/restricoestecnologicas/ IDEC - Parceiro do Consumidor
- Free Software Foundation Europe
- Motion Picture Association of America (MPAA)
- Partido Pirata da Suécia
- Recording Industry Association of America (RIAA)
- Electronic Frontier Foundation
- http://www.eff.org/issues/drm (Problemas causados pelo DRM ((em inglês)))